# 梅崎伸幸
梅崎 伸幸（うめざき のぶゆき 1983年7月1日 - ）は、日本の実業家、教育者。福岡県福岡市出身。沖学園高等学校卒、東海大学政治経済学部卒。株式会社Sun-Gence代表取締役。日本のプロeスポーツチームDetonatioN Gaming CEO、日本eスポーツ連合所属。

## 経歴
東海大学卒業後に新卒で重電メーカー企業に就職し、それから7年間は営業職として勤務していた。入社の5年目位に当時のゲームのオリンピックであるWorld Cyber Gamesに出場することを目的としたチーム「DetonatioN」を結成。2012年12月にはWorld Cyber Gamesに出場するも惨敗に終わる。当初は趣味の延長で作ったチームであったが、再びWorld Cyber Gamesへの出場を目指すことで、本格的なチームを目指すようになる。当時梅崎は会社員でもあったものの、「安定よりも日本の歴史に名前を残せるような何かがしたい」という思いから退社した。
2015年2月には「DetonatioN FocusMe」という日本初の給与制のプロ・ゲーマーチームを開設、同年6月にはeスポーツ専門の会社である株式会社Sun-Genceを設立した。貸家を利用して、選手が寝食を共にし家賃、光熱費、食費はチームが負担。居間のパソコンで1日約10時間練習して腕を磨き、大会に出場する。パソコンメーカーからのスポンサー料を元手に運営し、選手には大学から高卒初任給程度の給料が支払われている。同年9月にはDetonatioN Gamingに所属する全ての選手に毎月活動資金を支払うことを発表した。
2016年3月には梅崎が自ら運営するプロゲーミングチームDetonatioN FocusMeに所属する韓国人選手2名に対し、日本で初めてとなるプロゲーマーのアスリートビザを取得、ゲーマーがアスリートとして認められた初の事例となった。同月には一般社団法人日本プロeスポーツ連盟を複数の有志企業と共に設立、共同代表理事に就任する。2016年4月には日本初となるeスポーツ教育機関、東京アニメ・声優専門学校e-sportsプロフェッショナルゲーマーワールドコースの講師に就任した。
2018年2月に日本eスポーツ連盟他2団体と合併して新しく設立された日本eスポーツ連合に所属。

## 新聞・雑誌掲載
- 「【ひと】eスポーツのプロチームを運営する梅崎伸幸さん」（2019年7月21日 - 西日本新聞）
- 「プロゲーマーがいまアツい!」（2016年3月3日 - ファミ通）
- 「ギークロ通信」（2016年2月23日 - 週刊SPA!）
- 『“虎の穴”で共同生活　意外と体育会系なプロゲーマーの世界』2015年10月19日 - スポニチ）
- 「億単位の賞金もプロゲーマーの戦い「e-Sports」」（2015年8月29日 - ORICON STYLE）
- 「世界に挑むゲーマー虎の穴 一軒家で共同生活」（2015年6月18日 - 東京新聞）
- 「eスポーツ プロゲーマーというお仕事」（2015年5月25日 - AERA）
- 「ゲーム、遊びではなくプロ競技に 月給制選手・専門学校」（2015年4月7日 - 朝日新聞）
- 「ギークロ通信」（2015年4月7日 - 週刊SPA!）
- 「給与制”プロゲーマーの生活」（2015年4月2日 - ファミ通）